# Tinea furcillata
Tinea furcillata is een vlinder uit de familie van de echte motten (Tineidae). De wetenschappelijke naam van de soort werd in 1930 gepubliceerd door Alfred Philpott.